# Конькобежный спорт на зимних Олимпийских играх 1928 — 500 метров (мужчины)
Соревнования по конькобежному спорту среди мужчин на дистанции 500 метров на зимних Олимпийских играх 1928 прошли 13 февраля на катке Бадруттс Парк. Соревнования на этой дистанции проводились второй раз. В розыгрыше медалей приняли участие 33 спортсмена из 14 стран.
Действующим олимпийским чемпионом являлся американский конькобежец Чарли Джотроу, не выступавший на этих Играх.
Впервые в истории зимних Олимпийских игр золотая медаль в одной дисциплине была разделена между двумя конькобежцами, показавшими идентичный результат (финном Класом Тунбергом и норвежцем Бернтом Эвенсеном). При этом, серебряная медаль не вручалась. Третий результат также оказался идентичным сразу у трёх конькобежцев (норвежца Роальда Ларсена, американца Джона О’Нила Фаррелла и финна Яакко Фримана) таким образом, двое стали олимпийскими чемпионами и ещё трое — бронзовыми призёрами.

## Медалисты
| Золото                                        | Серебро | Бронза                                                               |
| Бернт Эвенсен Норвегия Клас Тунберг Финляндия | —       | Роальд Ларсен Норвегия Джон О'Нил Фаррелл США Яакко Фриман Финляндия |

## Рекорды
До начала зимних Олимпийских игр 1928 года мировой и олимпийский рекорды были следующими:
| Мировой рекорд     | Роальд Ларсен (NOR) | 43,1 | Давос  | 4 февраля 1928 |
| Олимпийский рекорд | Чарли Джотроу (USA) | 44,0 | Шамони | 26 января 1924 |

## Перед соревнованиями
Перед Олимпийскими играли одним из главных фаворитов считался норвежец Роальд Ларсен, побивший незадолго до Игр мировой рекорд на дистанции 500 метров. Это произошло на чемпионате мира в Давосе, результат норвежца составил тогда 43,1 с. Четырьмя годами ранее золотую олимпийскую медаль выиграл американец Чарли Джотроу, а так как медали разыгрывались лишь второй раз, именно его результат являлся олимпийским рекордом. Однако, американский конькобежец не принимал участие. Другим претендентом на золотую медаль считался трёхкратный олимпийский чемпион Олимпиады-1924 финн Клас Тунберг, победивший в Шамони на дистанциях 1500 и 5000 метров, а также в многоборье.

## Результаты
Олимпийские соревнования в конькобежном спорте проходили на стадионе Бадруттс Парк в Санкт-Морице. Медали на дистанции 500 метров были разыграны 13 февраля. Главным арбитром соревнований был норвежец Х. Ольсен, судьёй на финише — швейцарец Х. Валяр, стартером — немец Х. Клеберг. Хронометристы были из Германии (Х. Кнудсен) и Швейцарии (Й. Мюнцер, О. Майер, Х. Шмитц). Все остальные официальные лица были также швейцарцами.
В качестве фаворитов не выделяли североамериканских конькобежцев, хотя они иногда соревновались против европейцев. Однако уже в первой паре американец Джон О’Нил Фаррелл выиграл забег у Оскара Ольсена, установив новый олимпийский рекорд (43,6 с). Главные претенденты на золотую медаль следом бежали в одном забеге. Первую часть дистанции лидировал норвежец Роальд Ларсен, однако Клас Тунберг сократил отставание и на последних ста метрах убедительно победил, установив новый олимпийский рекорд — 43,4 секунды. Ларсен же показал время, идентичное Фарреллу, поделив промежуточное второе место. Норвежец Хаакон Педерсен пробежал быстрее олимпийского рекорда 1924 года, однако уступил Ларсену и Фарреллу, лишившись возможности завоевать медаль.

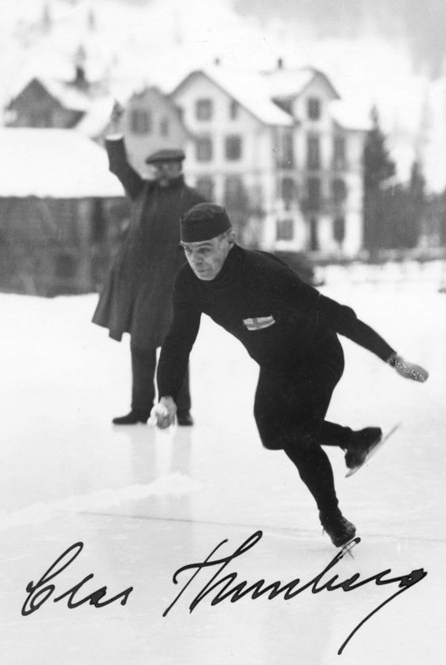
Олимпийский чемпион Клас Тунберг во время забега на соревнованиях (фото конца 1920-х)

Другой норвежец, чемпион мира 1927 года Бернт Эвенсен, сумел отлично пробежать дистанцию, повторив рекорд Тунберга. Последним конькобежцем, сумевшим войти в призёры, оказался финн Яакко Фриман, показавший результат 43,6. Таким образом, сразу три конькобежца делили третье промежуточное место. В последних забегах бежал канадец Чарльз Горман с голландцем Вимом Косом. Последний упал на первом вираже, а канадец показал время 43,9, став лишь седьмым. Он был расстроен и считал, что ему помешало падение голландца. Канадец обратился с протестом к организатором, но его отклонили. После этого разочарования Горман снялся с дистанции 5 000 метров, хотя был заявлен для участия.

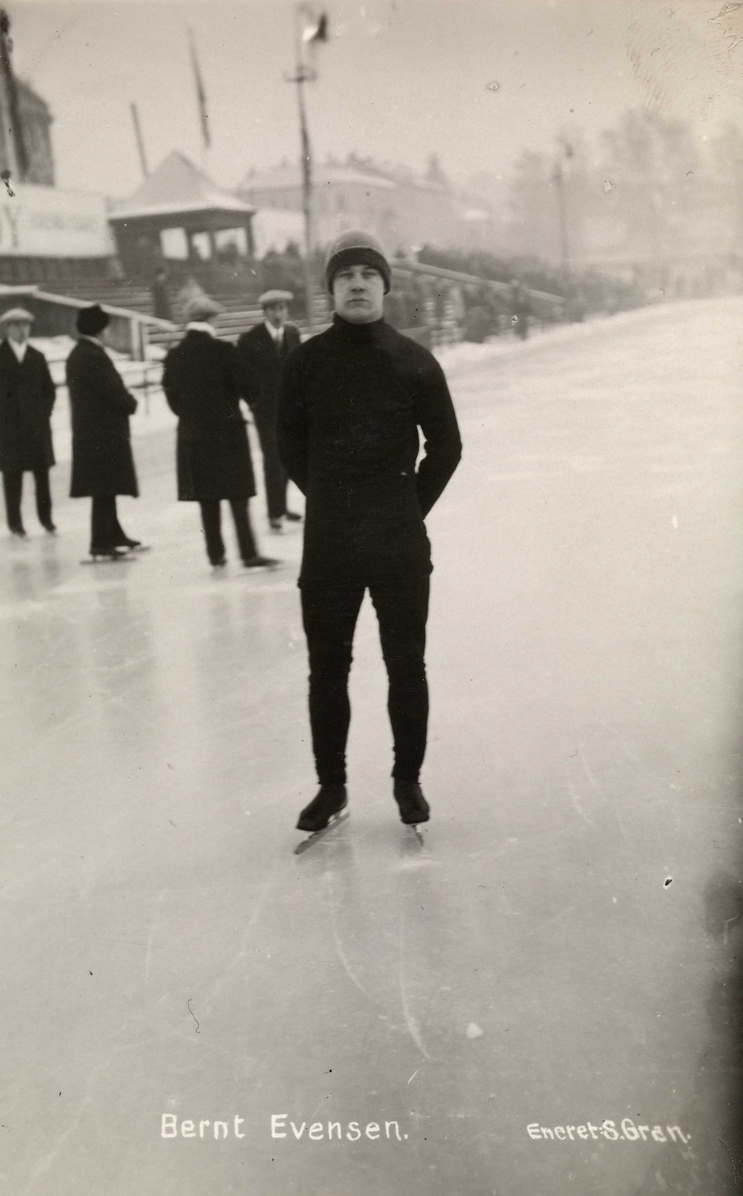
Олимпийский чемпион Бернт Эвенсен на соревнованиях (фото второй половины 1920-х)

Так как ранее не возникали ситуации, когда золотую медаль присуждали сразу двоим спортсменам, все конькобежцы ждали дополнительный раунд, определивший единственного обладателя золотой, а также бронзовой медалей. Однако, правила не предусматривали этого, и результат был оставлен без изменений. Таким образом, впервые в истории зимних Олимпийских игр в одной дистанции стало два чемпиона. Золотая медаль Эвенсена стала первой для норвежцев в конькобежном спорте, а Клас Тунберг стал четырёхкратным олимпийским чемпионом.
| Место | Конькобежец                | Время   |
| ----- | -------------------------- | ------- |
| 1     | Клас Тунберг (FIN)         | 43,4 OR |
| 1     | Бернт Эвенсен (NOR)        | 43,4 OR |
| 3     | Джон О'Нил Фаррелл (USA)   | 43,6    |
| 3     | Роальд Ларсен (NOR)        | 43,6    |
| 3     | Яакко Фриман (FIN)         | 43,6    |
| 6     | Хаакон Педерсен (NOR)      | 43,8    |
| 7     | Чарльз Горман (CAN)        | 43,9    |
| 8     | Бертель Бакман (FIN)       | 44,4    |
| 9     | Оскар Ольсен (NOR)         | 44,7    |
| 10    | Эдди Мерфи (USA)           | 44,9    |
| 11    | Тойво Оваска (FIN)         | 45,2    |
| 11    | Уилли Логан (CAN)          | 45,2    |
| 11    | Ирвинг Яффе (USA)          | 45,2    |
| 14    | Росс Робинсон (CAN)        | 45,9    |
| 15    | Кристфрид Бурмайстер (EST) | 46,2    |
| 16    | Альбертс Румба (LAT)       | 46,3    |
| 17    | Валентин Бьялас (USA)      | 46,5    |
| 18    | Фритц Мозер (AUT)          | 46,7    |
| 19    | Золтан Отвош (HUN)         | 46,8    |
| 20    | Фритц Юнгблут (GER)        | 47,2    |
| 21    | Яакко Фриман (AUT)         | 47,5    |
| 22    | Александр Митт (EST)       | 47,7    |
| 23    | Густаф Андерсон (SWE)      | 47,9    |
| 24    | Эрхард Майке (GER)         | 49,1    |
| 24    | Рудольф Ридль (AUT)        | 49,1    |
| 26    | Леонард Квалья (FRA)       | 49,5    |
| 27    | Сьем Хейден (NED)          | 49,9    |
| 28    | Шарли Тон (FRA)            | 50,1    |
| 28    | Кестулис Булота (LTU)      | 50,1    |
| 30    | Фредерик Дикс (GBR)        | 53,4    |
| 31    | Леонард Стюарт (GBR)       | 54,8    |
| 32    | Сириль Хорн (GBR)          | 54,9    |
| 33    | Вим Кос (NED)              | 56,2    |